# Левина, Юлия Александровна
Ю́лия Алекса́ндровна Ле́вина (род. 2 января 1973, Саратов) — российская гребчиха, бронзовый призёр летних Олимпийских игр 2000 года в составе парной четвёрки, трёхкратная медалистка чемпионатов мира.

## Спортивная биография
Академической греблей Левина начала заниматься с самого раннего детства. В 1995 году спортсменка из Саратова вошла в состав национальной сборной. В 1998 году Юлия Левина впервые сумела попасть в тройку призёров на чемпионатах мира. Левина стала серебряной призёркой в составе парной четверки. Спустя год российская спортсменка вновь оказалась на пьедестале почёта, заняв третье место в соревнованиях парных четвёрок.
Благодаря успехам на мировых первенствах, российская женская парная четвёрка рассматривалась, как одна из главных претенденток на медали игр. На летних Олимпийских играх 2000 года в Сиднее Левина в составе четвёрки смогла показать отличный результат, став бронзовыми призёрами игр, отстав от второго места всего на 0,01 сек.
В 2004 году на летних Олимпийских играх в Афинах женская парная четвёрка вновь была близка к попаданию в тройку призёров, но в финальном заплыве россиянки остались лишь четвёртыми.
В 2008 году на Олимпийских играх в Пекине российская женская четвёрка вновь сумела выйти в финал, но не смогла оказать достойной конкуренции соперницам и осталась лишь на 7-м месте.
Помимо парной четвёрки Юлия Левина также принимает участие в соревнованиях спортсменок-одиночек. Наибольшим успехом в карьере Левиной стала серебряная медаль на чемпионате мира 2001 года на знаковом для гребного спорта, знаменитом озере Ротзее в Люцерне. В 2011 году Левина на чемпионате мира в словенском городе Блед смогла попасть в десятку лучших в соревнованиях одиночек и завоевала олимпийскую лицензию на участие в летних Олимпийских играх 2012 года в Лондоне, при этом российская женская парная четвёрка впервые за долгое время не смогла отобраться на игры.

## Награды и звания
- Заслуженный мастер спорта России
- Медаль ордена «За заслуги перед Отечеством» II степени — За большой вклад в развитие физической культуры и спорта, высокие спортивные достижения на Играх XXVII Олимпиады 2000 года в Сиднее (2001)